# Comedia heroica
La comedia heroica, de historia o historial es un subgénero literario teatral que nació en el teatro clásico español del Siglo de Oro y se caracteriza por desarrollar tramas generalmente de historia nacional o extranjera, y por contener personajes de la alta nobleza: reyes, príncipes, generales, duques etcétera, con uso de gran aparato escenográfico y tramoya y un vestuario lujoso. En Europa derivó en el llamado drama heroico de John Dryden o Dormont de Belloy.

## Características
En ella la historia no funciona como coordenadas o marco de una temática diferente, como en Fuenteovejuna o en Peribáñez y el comendador de Ocaña de Lope de Vega, sino como la sustancia misma del argumento, que, por lo general, contiene al menos una escena culminante o climática. Su intención no es intervenir activamente en la política de su tiempo, aunque al menos se puede citar un ejemplo de lo contrario, como es el del dramaturgo Francisco Bances Candamo, que con La piedra filosofal, estrenada en 1693, se mostró proborbónico en medio de grandes intrigas palaciegas, atrevimiento que pagó con creces. 
Por demás, fue un género bastante popular, porque exaltaba los afanes patrióticos referentes a hazañas del orgullo nacional o militar o a héroes legendarios (Don Pelayo, Raquel, el Cid, Fernán González, Guzmán el Bueno...), para cuyo lucimiento era necesaria una gran espectacularidad formal y, cuando se trataba de historia extranjera, apariencias llamativas y exóticas. Cultivado por los dramaturgos populares, fue un género unánimente detestado por los dramaturgos del Neoclasicismo, por ejemplo Leandro Fernández de Moratín, quien lo zahirió sin piedad en su La comedia nueva o El café, evocando sin mucho disimulo al dramaturgo más abundante de este tipo de obras, Luciano Francisco Comella. Sin embargo, era tan demandado por el público vulgar, ansioso de espectáculo, que trascendió a Francia con las piezas de Dormont de Belloy, Jean Rotrou y Pierre Corneille (Le Cid), y a Inglaterra con John Dryden (La conquista de Granada, 1669).
Los temas son siempre conflictos violentos, muchas veces militares (guerras, batallas, asedios, raptos, usurpaciones), los lugares y personajes exóticos, el tema histórico e ilustre y los héroes admirables, ponderando virtudes como el valor, la lealtad y el patriotismo, por lo cual eran muy estimadas como propaganda del Antiguo Régimen.